# Wallride

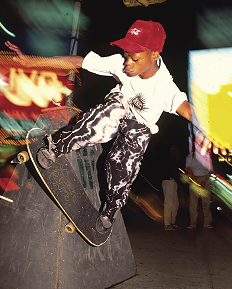
Harold Hunter che esegue un wallride a NYC

Il wallride o wall ride è una manovra nello skateboard in cui un rider posiziona il proprio skateboard parallelamente a un muro, appoggiando le ruote sul lato del muro mentre lo percorre. Il trick è noto per la sua particolare grazia.

## Storia

### Gli anni Settanta (primi innovatori)
Non si conosce l'esatto ideatore del wallride, ma si ritiene che sia stato inventato a metà degli anni Settanta. L'invenzione del backside wallride è attribuita a Rodney Mullen nel 1979.

#### Tom "Wally" Inouye
Tom Inouye, noto soprattutto per i suoi movimenti caratteristici, i "wall rides" e i "backside airs", ha fondato l'IPS (Inouye's Pool Service) negli anni '70 ed è stato uno dei primi skater da piscina. "Nel 1976 andavamo in giro per le piscine vuote", ha detto Inouye. "Nessuno sapeva cosa ci fosse da fare, quindi ci divertivamo e vedevamo fino a che punto potevamo spingerci". "Tutti cercavamo di salire sulla parete. Credo di essere stato l'unico a riuscirci", ha detto Inouye. "È diventato un trucco chiamato 'wall ride' e il nome 'Wally' mi è rimasto impresso da allora".

### Gli anni '80 (diffusione)
A metà degli anni '80, skater come Natas Kaupas e il Gonz fecero conoscere al resto della comunità skate i wallride. Kaupas aveva imparato a fare i wallrides lanciando il suo skateboard contro un muro e scendendoNE. In seguito perfezionò questo trucco salendo sui lati dei muri senza usare le mani. Nel 1984 il fotografo e commentatore di skate Thrasher Magazine ha scattato una foto di Kaupas mentre scendeva da un muro, che è apparsa sulla copertina del numero di settembre 1984 di Thrasher Magazine. Nel video Santa Cruz del 1989 Streets on Fire, Natas Kaupas atterra un frontside wallride all'inizio della sua parte.

### Gli anni Novanta (seconda ondata)
Nel video di Speed Wheels del 1990, Risk it!, Tim Jackson pattina su Venice Beach con manovre di wallride uniche.
Dopo una pausa di popolarità, Rick Howard ha fatto rivivere il wallride nel 1993 alla fine della sua parte nel video Girl/Chocolate Goldfish. La popolarità dei wallride è cresciuta a metà e alla fine degli anni '90, con un gruppo di skater di Filadelfia che hanno portato il trick nell'architettura unica della loro città. Da Rick Oyola a Matt Reason, da Serge Trudnowski a Fred Gall, questo gruppo di skater influenzò Donny Barley, che a sua volta influenzò Jamie Thomas. La popolarità dei wallride si è spenta nuovamente alla fine degli anni '90.

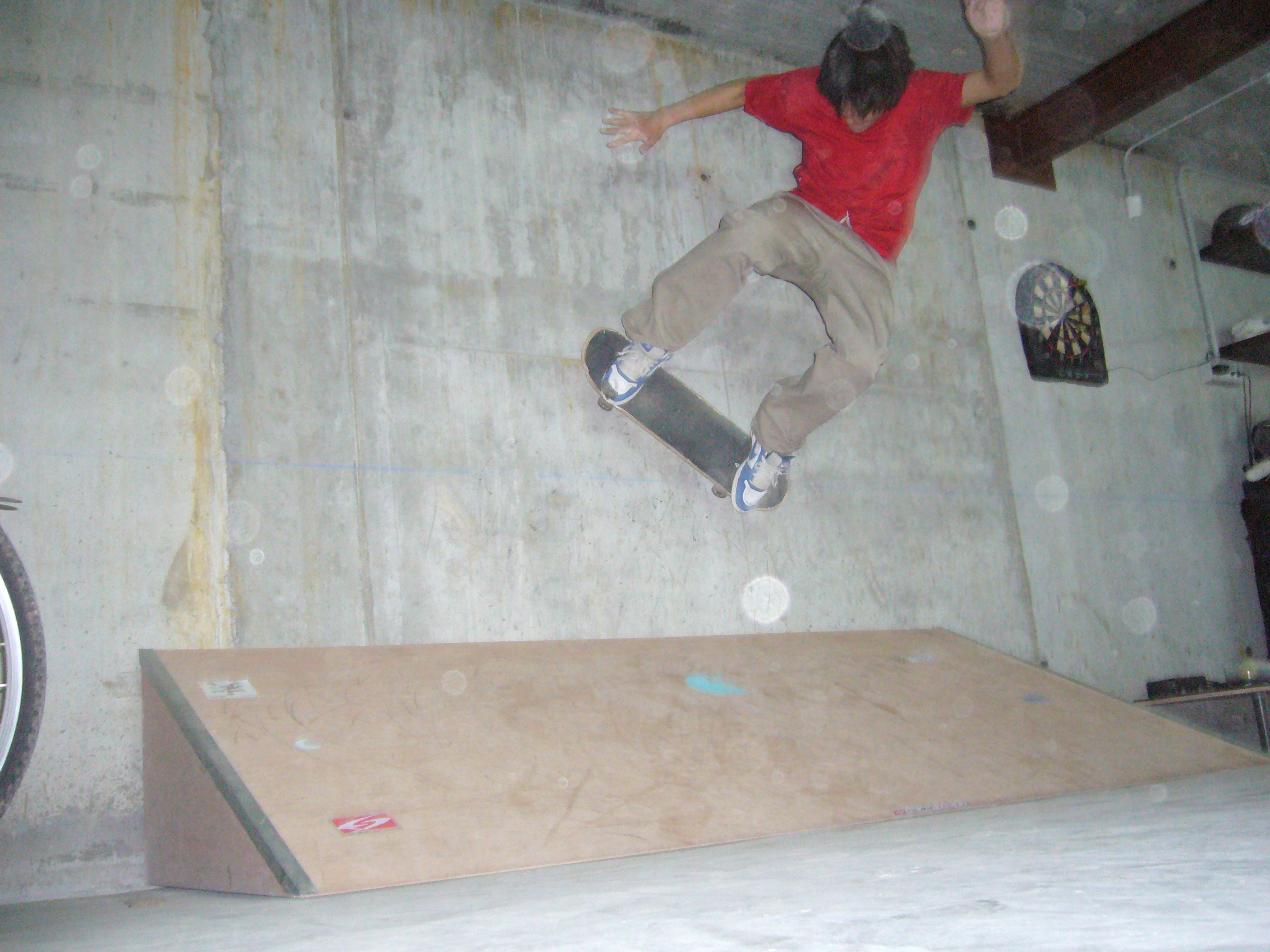
Una foto di uno skateboarder che esegue un wallride

### Gli anni 2000-2010
Il 25 agosto 2004, Brad Edwards e Aaron Murray hanno stabilito il Guinness World Record per il più alto wallride su uno skateboard. Pattinando al Juice Magazine - USSA WSA - The Board Gallery - Hollywood Skate Jam svoltasi a Hollywood, California, Edwards e Murray hanno entrambi raggiunto un'altezza di 2.28 metri sul muro.
Dalla metà degli anni '00 a oggi, i wallride e i wallies hanno conosciuto una rinascita.
Notevoli wallride degli anni 2000-2010: 
| Skater            | Year | Video Part                          |
| ----------------- | ---- | ----------------------------------- |
| Jason Adams       | 2006 | Enjoi - ‘Bag Of Suck’               |
| Danny Gonzales    | 2006 | Transworld - ‘A Time to Shine’      |
| Silas Baxter-Neal | 2007 | Habitat - Inhabitants               |
| John Motta        | 2008 | A Happy Medium                      |
| Wes Kremer        | 2009 | DC Shoes - Skateboarding is Forever |
| Jake Johnson      | 2009 | Alien Workshop - Mind Field         |
| Lee Yankou        | 2012 | Osiris - ‘Never Gets Old’           |
| Jesse Alba        | 2012 | Cosmic Vomit 2                      |
| Ryan Reyes        | 2013 | Creature Skateboards - ‘CFSU’       |
| Sylvain Tognelli  | 2013 | Lakai - Kingpin Interview           |
| Niels Bennett     | 2017 | Venture - Awake                     |

## Oltre lo skateboarding
Il termine wallride è ora utilizzato in situazioni che vanno oltre lo skateboard, venendo a indicare l'atto di attraversare qualsiasi superficie verticale. I wallride esistono nella mountain bike, nella BMX, nello sci, nel pattinaggio a rotelle e nelle corse di auto da corsa, oltre che nei videogiochi.